# Diocesi di Saint-Dié

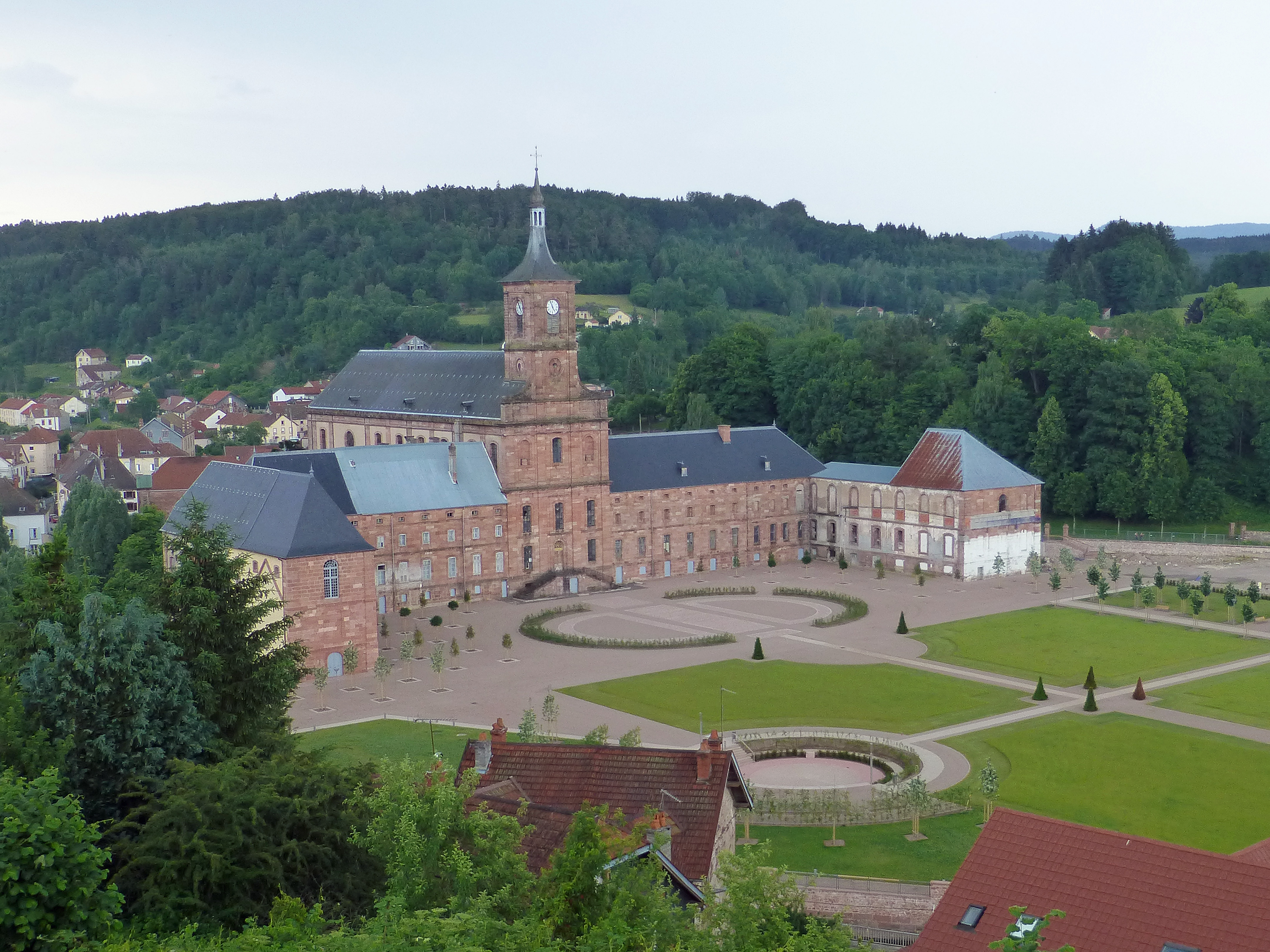
L'abbazia di Moyenmoutier, fondata da sant'Idulfo attorno al 671.

La diocesi di Saint-Dié (in latino Dioecesis Sancti Deodati) è una sede della Chiesa cattolica in Francia suffraganea dell'arcidiocesi di Besançon. Nel 2022 contava 292.500 battezzati su 359.520 abitanti. È retta dal vescovo François Gourdon.

## Territorio
La diocesi comprende il dipartimento francese dei Vosgi.
Sede vescovile è la città di Épinal. A Saint-Dié-des-Vosges si trova la cattedrale di San Diodato.
Il territorio è suddiviso in 46 parrocchie, raggruppate in 4 decanati.

## Storia
La diocesi fu eretta il 21 luglio 1777 con la bolla Relata semper di papa Pio VI. Il suo territorio fu costituito in parte con parrocchie sottratte alla diocesi di Toul; in parte con i possedimenti delle antiche grandi abbazie di Étival, di Senones e di Moyenmoutier; e infine con i possedimenti della collegiata nullius dioecesis di Saint-Dié. Originariamente era suffraganea dell'arcidiocesi di Treviri (oggi diocesi).
In seguito al Concordato il 29 novembre 1801 con la bolla Qui Christi Domini di papa Pio VII la diocesi fu soppressa e il suo territorio fu accorpato a quello della diocesi di Nancy. Tuttavia il vescovo Barthélemy-Louis-Martin de Chaumont de La Galaisière rifiutò di dimettersi.
Nel giugno 1817 fra Santa Sede e governo francese fu stipulato un nuovo concordato, cui fece seguito il 27 luglio la bolla Commissa divinitus, con la quale il papa restaurava la sede di Saint-Dié. Tuttavia, poiché il concordato non entrò in vigore in quanto non ratificato dal Parlamento di Parigi, questa erezione non ebbe effetto; di conseguenza il vescovo già nominato, Augustin-Louis de Montblanc, non poté mai prendere possesso della sua sede.
La diocesi fu ristabilita definitivamente come suffraganea dell'arcidiocesi di Besançon il 6 ottobre 1822 con la bolla Paternae charitatis di papa Pio VII.
Il 10 luglio 1874 a seguito delle variazioni territoriali determinate dalla Guerra franco-prussiana cedette una porzione del suo territorio a vantaggio della diocesi di Strasburgo (oggi arcidiocesi).
Dal 1944 il vescovo risiede a Épinal, il capoluogo dipartimentale.

## Cronotassi dei vescovi
Si omettono i periodi di sede vacante non superiori ai 2 anni o non storicamente accertati.
- Barthélemy-Louis-Martin de Chaumont de La Galaisière † (21 luglio 1777 - 1801 deposto)[1]
  - Sede soppressa (1801-1822)
  - Augustin-Louis de Montblanc † (1º ottobre 1817 - 27 giugno 1821 nominato vescovo coadiutore di Tours[2]) (vescovo eletto)
- Jacques-Alexis Jacquemin † (17 novembre 1823 - 16 giugno 1830 dimesso)
- Jacques-Marie-Antoine-Célestin du Pont † (5 luglio 1830 - 24 luglio 1835 nominato arcivescovo di Avignone)
- Jean-Joseph-Marie-Eugène de Jerphanion † (24 luglio 1835 - 27 gennaio 1843 nominato arcivescovo di Albi)
- Jean-Nicaise Gros † (27 gennaio 1843 - 17 giugno 1844 nominato vescovo di Versailles)
- Daniel-Victor Manglard † (17 giugno 1844 - 17 febbraio 1849 deceduto)
- Louis-Marie-Joseph-Eusèbe Caverot † (20 aprile 1849 - 26 luglio 1876 nominato arcivescovo di Lione)
- Albert-Marie-Camille de Briey † (26 luglio 1876 - 10 novembre 1888 deceduto)
- Etienne-Marie-Alphonse Sonnois † (30 dicembre 1889 - 19 gennaio 1893 nominato arcivescovo di Cambrai)
- Alphonse-Gabriel-Pierre Foucault † (19 gennaio 1893 - 26 maggio 1930 deceduto)
- Louis-Augustin Marmottin † (2 agosto 1930 - 21 agosto 1940 nominato arcivescovo di Reims)
- Émile Blanchet † (6 ottobre 1940 - 10 ottobre 1946 dimesso[3])
- Henri-René-Adrien Brault † (29 settembre 1947 - 11 luglio 1964 deceduto)
- Jean-Félix-Albert-Marie Vilnet † (24 settembre 1964 - 13 agosto 1983 nominato vescovo di Lilla)
- Paul-Marie Joseph André Guillaume (29 ottobre 1984 - 14 dicembre 2005 ritirato)
- Jean-Paul Mary Mathieu (14 dicembre 2005 - 15 giugno 2016 ritirato)
- Didier Norman Raymond Berthet † (15 giugno 2016 - 8 settembre 2023 deceduto)[4]
- François Gourdon, dal 20 febbraio 2025

## Statistiche
La diocesi nel 2022 su una popolazione di 359.520 persone contava 292.500 battezzati, corrispondenti all'81,4% del totale.
| anno | popolazione | popolazione | popolazione | presbiteri | presbiteri | presbiteri | presbiteri                | diaconi | religiosi | religiosi | parrocchie |
| anno | battezzati  | totale      | %           | numero     | secolari   | regolari   | battezzati per presbitero | diaconi | uomini    | donne     | parrocchie |
| ---- | ----------- | ----------- | ----------- | ---------- | ---------- | ---------- | ------------------------- | ------- | --------- | --------- | ---------- |
| 1950 | 338.900     | 342.315     | 99,0        | 479        | 466        | 13         | 707                       |         | 11        | 844       | 483        |
| 1970 | 380.000     | 388.201     | 97,9        | 493        | 461        | 32         | 770                       |         | 42        | 990       | 459        |
| 1980 | 387.000     | 404.000     | 95,8        | 432        | 421        | 11         | 895                       | 1       | 18        | 805       | 462        |
| 1990 | 389.000     | 399.000     | 97,5        | 303        | 293        | 10         | 1.283                     | 4       | 20        | 683       | 462        |
| 1999 | 337.434     | 386.234     | 87,4        | 246        | 237        | 9          | 1.371                     | 17      | 16        | 470       | 462        |
| 2000 | 331.661     | 380.461     | 87,2        | 242        | 230        | 12         | 1.370                     | 18      | 19        | 455       | 57         |
| 2001 | 372.062     | 380.362     | 97,8        | 223        | 216        | 7          | 1.668                     | 18      | 15        | 423       | 57         |
| 2002 | 372.652     | 380.952     | 97,8        | 221        | 213        | 8          | 1.686                     | 18      | 13        | 414       | 49         |
| 2003 | 370.000     | 380.952     | 97,1        | 211        | 206        | 5          | 1.753                     | 18      | 8         | 397       | 49         |
| 2004 | 370.000     | 380.952     | 97,1        | 208        | 200        | 8          | 1.778                     | 23      | 11        | 391       | 49         |
| 2010 | 289.000     | 385.000     | 75,1        | 143        | 137        | 6          | 2.020                     | 22      | 10        | 258       | 57         |
| 2014 | 315.170     | 379.724     | 83,0        | 90         | 90         |            | 3.051                     | 23      | 7         | 206       | 46         |
| 2017 | 311.400     | 375.226     | 83,0        | 69         | 69         |            | 4.513                     | 29      | 5         | 174       | 46         |
| 2020 | 303.105     | 369.641     | 82,0        | 59         | 59         |            | 5.137                     | 30      | 5         | 145       | 46         |
| 2022 | 292.500     | 359.520     | 81,4        | 86         | 81         | 5          | 3.401                     | 28      | 10        | 126       | 46         |